# Ōshio (destroyer)
Pour les autres navires du même nom, voir Ōshio (navire).
L'Ōshio (大潮) était un destroyer de classe Asashio en service dans la Marine impériale japonaise pendant la Seconde Guerre mondiale.

## Historique
Au moment de l'attaque sur Pearl Harbor, l'Ōshio est attribué à la 8e division de destroyers, intégré à la 2e escadre de destroyers de la 2e flotte. Il escorte le corps principal de la Force méridionale de l'amiral Nobutake Kondō, quittant le district de garde de Mako pour les invasions de la Malaisie et des Philippines en décembre 1941.
L'Ōshio escorte un convoi de troupes de Mako vers Singora, puis Hong Kong le 5 janvier 1942. Il escorte un autre convoi de troupes à Davao, puis accompagne la force d'invasion d'Ambon le 31 janvier, la force d'invasion de Makassar le 8 février et la force d'invasion de Bali/Lombok le 18 février.
Dans la nuit du 19 février 1942, l'Ōshio participe à la bataille du détroit de Badung. Au cours de la bataille, l'Ōshio participe au naufrage du destroyer néerlandais HNLMS Piet Hein, endommage le croiseur léger hollandais HNLMS Tromp et le destroyer Américain USS Stewart. L'Ōshio subi des dégâts moyens, tandis que sept membres d'équipage furent tués.
En mars, après des réparations d'urgence à Makassar, l'Ōshio retourne à l'arsenal naval de Yokosuka pour des réparations, qui dureront jusqu'à la fin de l'année.
Au début de janvier 1943, l'Ōshio quitte Maizuru pour les Shortland, participant à trois missions d'évacuation de survivants japonais présents à Guadalcanal, opération Ke, au début de février. Le 20 février, avec son sister-ship Arashio, il est attaqué par le sous-marin USS Albacore au large de Wewak, en Nouvelle-Guinée. L'Ōshio est touché par une torpille, inondant la salle des machines et tuant huit membres d'équipage. L'Arashio tente un remorquage, mais sa quille étant endommagée, le navire finit par couler à environ 70 milles marins (129,64 km) au nord-est de Manus, à la position 0° 50′ S, 146° 06′ E. Il est rayé des listes de la marine le 1er avril 1943.